# 赫連定
赫連定（？—432年），小字直獖，匈奴鐵弗部人，是十六國時期胡夏政權的末代皇帝。他是胡夏開國君主赫連勃勃的第五個兒子，第二任君主赫連昌的弟弟。他的父親赫連勃勃在位時，他被封為平原公，鎮守長安。哥哥赫連昌在位時加封為平原王，同時身兼司徒、大將軍。

## 生平

### 稱帝
胡夏武烈帝赫連勃勃戎馬一生，征服許多地區，但他統治末期出現了皇位繼承的鬥爭，赫連勃勃想廢掉大兒子的太子之位而傳位於二兒子，導致兄弟鬩牆，彼此之間互相交戰，結果二兒子赫連倫被太子赫連璝所殺，但三兒子赫連昌也介入鬥爭，殺死了長兄而繼位為帝。胡夏國內皇族的互相攻伐導致國家大亂，也給了北魏討伐胡夏的時機。
夏國承光三年，北魏太武帝拓拔燾率軍來犯，皇帝赫連昌命令他率領兩萬名士兵前往長安，他和魏軍在長安一帶對峙，但不久後方卻傳來一項糟糕的消息，胡夏的首都統萬城已經陷落，皇帝則逃往上邽，赫連定只能前往上邽和哥哥會合。
夏國勝光元年二月，魏軍前來攻打上邽，夏國皇帝赫連昌兵敗被俘，押往北魏。此時擔任胡夏大將軍的赫連定則率領殘存的夏軍逃離，這支由他領導的數萬名夏軍一路逃至平涼。爾後赫連定在此稱帝並改元勝光。

### 企圖聯宋伐魏
勝光元年四月，不敵北魏的胡夏國遣使請求和北魏和解，但北魏太武帝卻要求他們向北魏投降。
之後，赫連定計畫收復舊都統萬城，因此率軍出擊，一路到了候尼城，但不敢再繼續前進，最後決定撤退。
勝光三年九月，赫連定派軍攻打北魏，但卻遭受北魏猛烈的反擊，夏軍大敗，一萬多人戰死，主帥也逃走了。赫連定又親自出征，率領數萬名夏軍截擊北魏，平涼城則由他的兩個弟弟負責鎮守。此時他決定遣使向南方的劉宋政權和解，並提出要和宋一起消滅北魏，同時也約定在事成之後，兩國共同瓜分北魏的領土。北魏太武帝得知了這個消息之後，立刻動員軍隊，準備再度向胡夏發起進攻，要徹底滅掉胡夏。魏軍在太武帝的指揮下，向平涼城發動襲擊。
另一方面，赫連定又遭遇西秦的來襲，此時西秦苦於北凉帶來的威脅，於是向北魏請求援助，北魏則表示可以將胡夏統治下的平涼、安定兩個城池讓給他們，西秦國王乞伏暮末便立刻率軍前往胡夏的上邽，赫連定得知這個消息後，也立刻準備抵抗，乞伏暮末最終也沒能得到胡夏的領土。

### 軍事失利
勝光三年十一月，北魏軍隊抵達平涼，一開始，太武帝派出先前被他俘虜的前任皇帝赫連昌，要他勸守城的兩個弟弟向北魏投降，但沒有成效。太武帝又派兵攻打安定，得到消息的赫連定率軍準備返回安定，又命令一批部隊前往平涼支援。赫連定的大軍在返回安定的路上，遭遇了來犯的北魏軍隊。赫連定在和魏軍交戰的過程中，中了敵方主帥誘敵深入的計謀，結果，赫連定的軍隊大敗，損失數千人，又被北魏軍隊團團包圍，他們將他困住後，又切斷夏軍的水源和糧草運輸，夏軍飢渴不已，又相當飢餓，不得已的情況下，赫連定率軍殺出重圍，卻又遭遇魏軍的截擊，最終，夏軍死傷慘重，一萬多人被殺，赫連定自己也身受重傷。赫連定最終只能集結殘兵和百姓，逃往上邽。而遭到魏軍攻擊的平涼、安定兩城也未支撐許久，很快這兩地便被北魏軍攻陷。

### 消滅西秦
勝光四年，無路可退的赫連定決定向西擴展，避免和魏軍交鋒，他選擇出師攻打情勢同樣緊迫的西秦，成功打敗西秦大將姚獻，並乘勝追擊，向乞伏暮末所在的南安城發動攻擊。當時南安爆發飢荒，大量西秦臣子又不斷向胡夏投降，乞伏暮末窮途末路，只能出城投降，赫連定將他押往上邽，並在不久後將他連同西秦皇室五百多人一起斬殺。

### 遇害
攻滅西秦後，赫連定準備進一步渡過黃河，攻打北凉，以奪取北凉的國土來繼續苟延殘喘，但在渡河的過程中，赫連定終於遭遇死劫。吐谷渾可汗派三萬大軍趁夏軍渡河時發動偷襲，夏軍潰敗，赫連定也被吐谷渾軍隊生擒，胡夏政權終於滅亡。
被俘虜的赫連定終究難逃一死，吐谷渾遣使到北魏，表示願意將赫連定交給北魏處理。北魏延和元年三月，吐谷渾將他獻給北魏，北魏則將赫連定斬殺。

## 性格
根據史書記載，赫連定性格兇暴無賴。

魏收《魏書》：『兇暴無賴。』
司馬光《資治通鑑》：『夏主少兇暴無賴，不為世祖所知。』

（備註：『世祖』是赫連勃勃的廟號）